# Hans Kristian Olsen
Hans Kristian Olsen (født 2. februar 1955) var administrerende direktør i det grønlandske statslige olieselskab NUNAOIL fra 2005 til 2017. 
Olsen er uddannet cand. scient. indenfor geologi fra Århus Universitet i 1988 og har tidligere arbejdet som undersøgelsesgeolog i NunaOil og i Råstofdirektoratet. 
Han var medlem af styret for NunaMinerals, samt for KVUG – Kommissionen for Videnskabelige Undersøgelser i Grønland.